# موسی راک (واشینگتن)
موسی راک (به انگلیسی: Mossyrock) شهری در شهرستان لوئیس ایالت واشنگتن است که در سرشماری سال ۲۰۱۰ میلادی، ۷۵۹ نفر جمعیت داشته است.